# Oryzopsis exigua
Oryzopsis exigua là một loài thực vật có hoa trong họ Hòa thảo. Loài này được Thurb. mô tả khoa học đầu tiên năm 1874.

## Hình ảnh

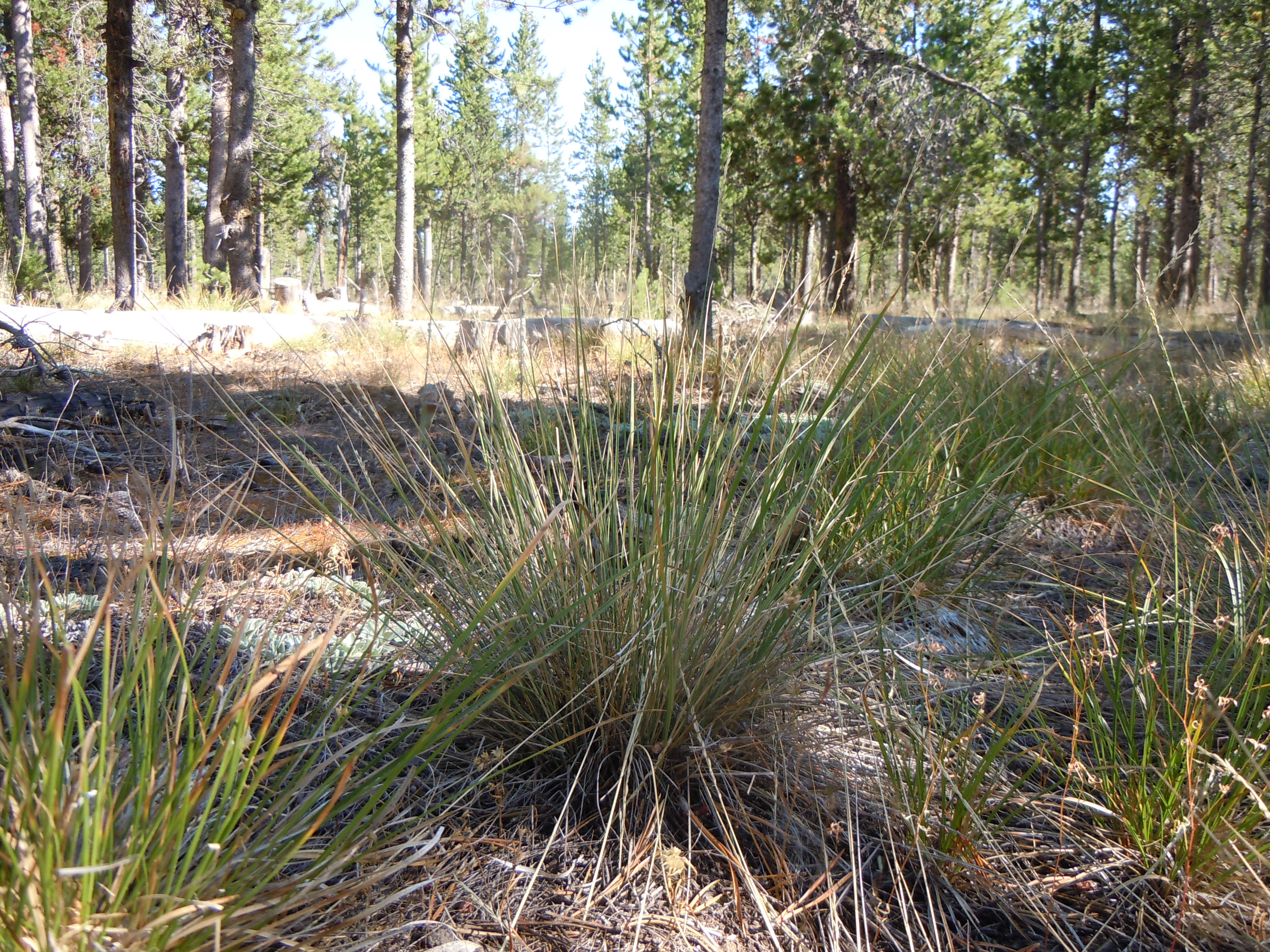
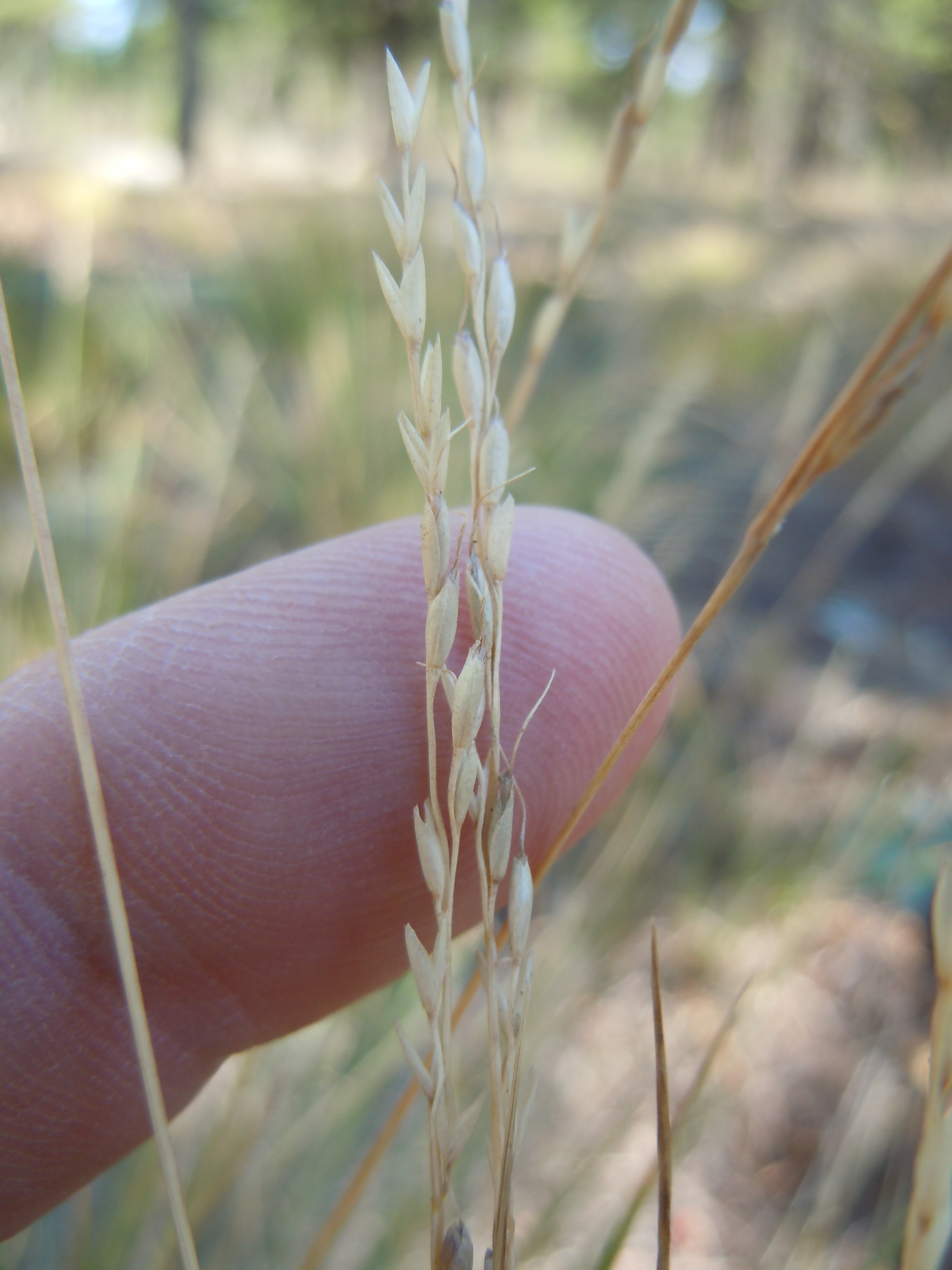
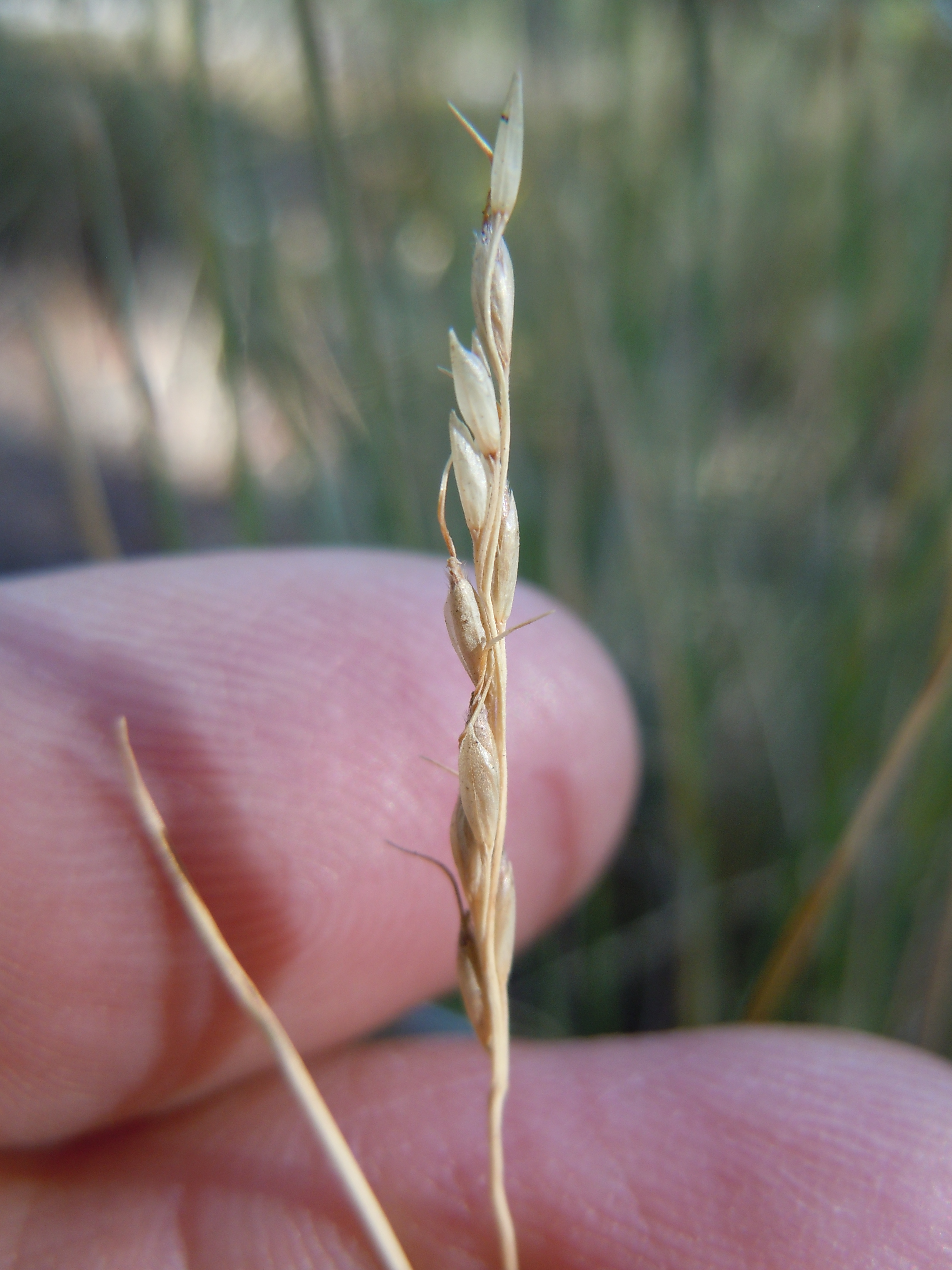
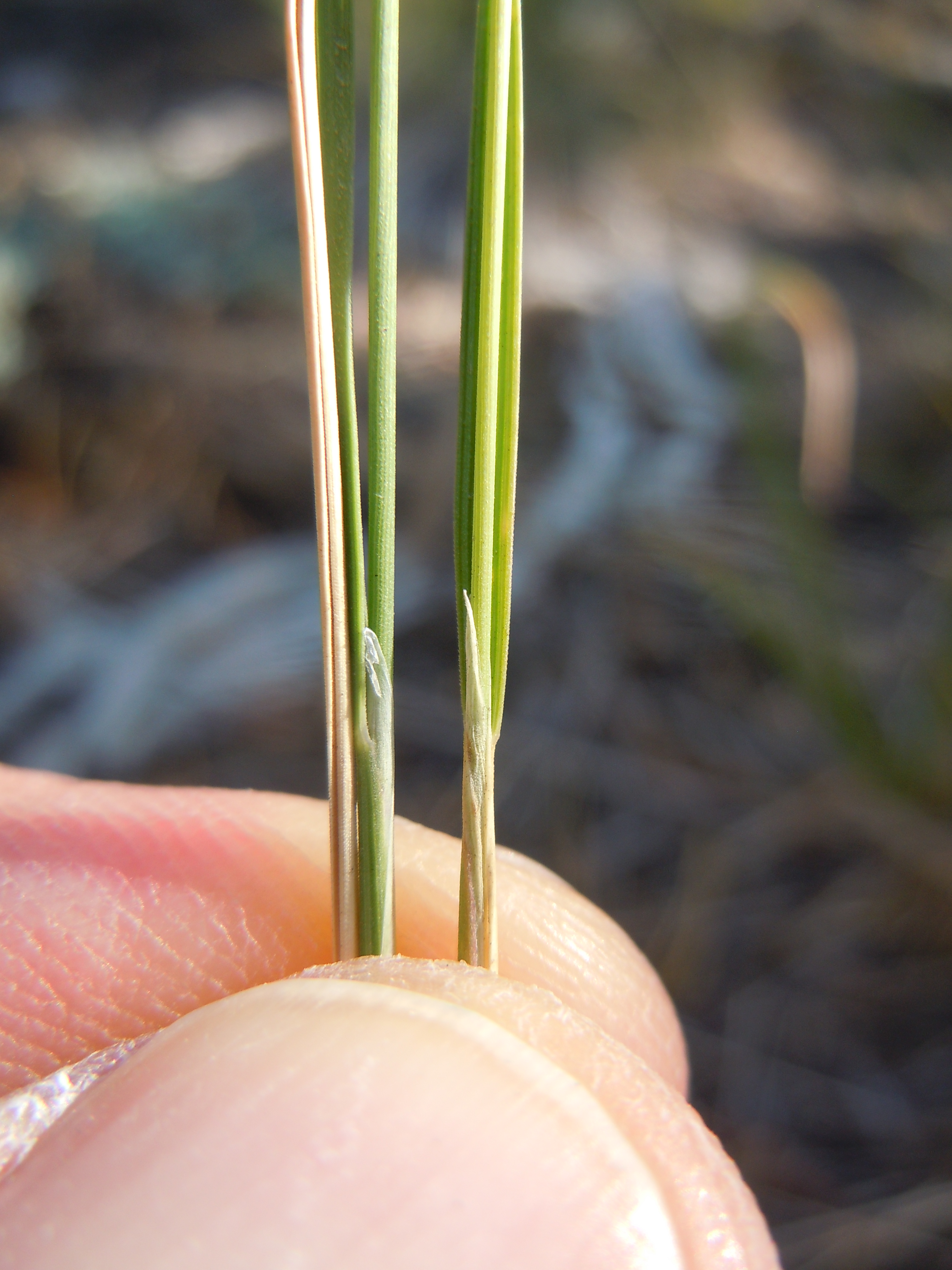